# Uncle Albert/Admiral Halsey
«Uncle Albert/Admiral Halsey» es una canción del músico británico Paul McCartney publicada en el álbum de estudio de 1971 Ram. Compuesta entre Paul y Linda McCartney, «Uncle Albert/Admiral Halsey» fue publicada como sencillo promocional de Ram en Estados Unidos, donde alcanzó el primer puesto en la lista Billboard Hot 100, convirtiéndose en el primer sencillo de la carrera en solitario de McCartney en alcanzar lo alto de las listas.

## Grabación
En «Uncle Albert/Admiral Halsey» es notable por el uso de efectos de sonido, como el sonido de una tormenta y de lluvia entre la primera y la segunda estrofa, así como el sonido de un teléfono tras la segunda estrofa, y el sonido de gaviotas y viento. La voz de Linda se puede oír en los coros y en el puente que une las dos partes de la canción.
McCartney comentó que «Uncle Albert» está basado en su tío: «Es alguien a quien recuerdo con cariño, y cuando la canción estaba surgiendo era como algo nostálgico». McCartney también comento: «Y Admiral Halsey, es uno de los vuestros, un almirante americano», en referencia al almirante William F. Halsey.

## Músicos
- Paul McCartney: voces principales, voces de acompañamiento, bajo eléctrico.
- Linda McCartney: coros
- David Spinozza: guitarra eléctrica
- Hugh McCracken: guitarra eléctrica
- Denny Seiwell: batería
- Marvin Stamm: flugelhorn
- Orquesta Filarmónica de Nueva York
- George Martin: orquestación.

## Publicación
La canción ganó el Grammy al mejor arreglo instrumental con acompañamiento vocal en 1971. Además, el sencillo fue certificado disco de oro por RIAA tras vender más de un millón de copias. «Uncle Albert/Admiral Halsey» también fue publicado en el recopilatorio  Wings Greatest en 1978, a pesar de que Ram es un álbum acreditado a Paul y Linda McCartney y Wings aún no había sido creado. También fue recopilada para la versión estadounidense de All the Best! en 1987.

## Versiones
- «Uncle Albert/Admiral Halsey» fue usada en el episodio «He Ain't Heavy, He's My Uncle» de la comedia británica Only Fools and Horses, donde el personaje del tío Albert abandona su hogar.
- Harry Shearer usa un sample de la canción en el segmento «Apologies of the Week» de Le Show, con énfasis en el trozo donde McCartney dice: «Sorry».
- La película Greenberg incluye una escena donde el personaje Florence, bebido, canta la canción.
- El trompetista de jazz Freddie Hubbard versionó la canción en álbum de 1971 First Light.
- La canción fue mencionada en la letra de la canción «Hillcrest», de la banda neozelandesa The Changing Same.